# Gesneria ekmanii
Gesneria ekmanii är en tvåhjärtbladig växtart som beskrevs av Ignatz Urban. Gesneria ekmanii ingår i släktet Gesneria och familjen Gesneriaceae. Inga underarter finns listade i Catalogue of Life.